# Liste des maires d'Arcueil
La liste des maires d'Arcueil présente la liste des maires de la commune française d'Arcueil, située dans le département du Val-de-Marne en région Île-de-France.

## L'Hôtel de ville
Longtemps sise au 30 rue Émile Raspail, la mairie s'installe tout d'abord dans un ancien presbytère. Rasé dans les années 1880, ce bâtiment fait place à un hôtel de ville construit entre 1884 et 1886 sur les plans de l'architecte municipal Jean Baptiste Ulysse Gravigny. Il est inauguré par le maire Émile Raspail en présence du préfet de la Seine Eugène Poubelle. Servant de mairie jusqu'en 1968, il accueille aujourd'hui le centre Marius Sidobre, du nom du premier édile de la ville de 1935 à 1939 et de 1944 à 1964.
L'hôtel de ville actuel, situé 10 avenue Paul Doumer, est inauguré en 1969.
D'ici à 2024, l'hôtel de ville doit être déplacé dans les locaux de l'ancien siège de l'ex-communauté d'agglomération du Val de Bièvre.

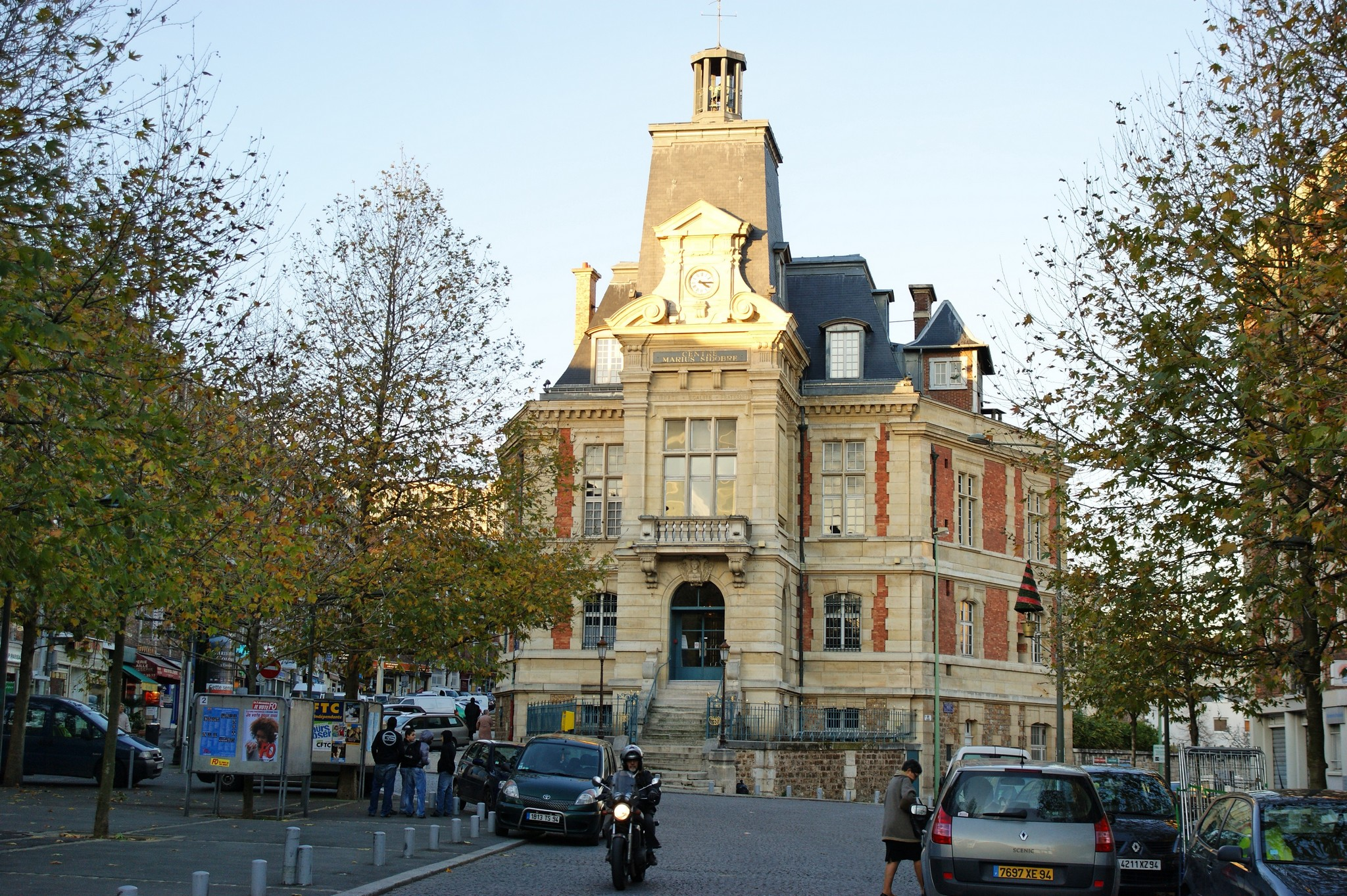
La mairie entre 1886 et 1968.
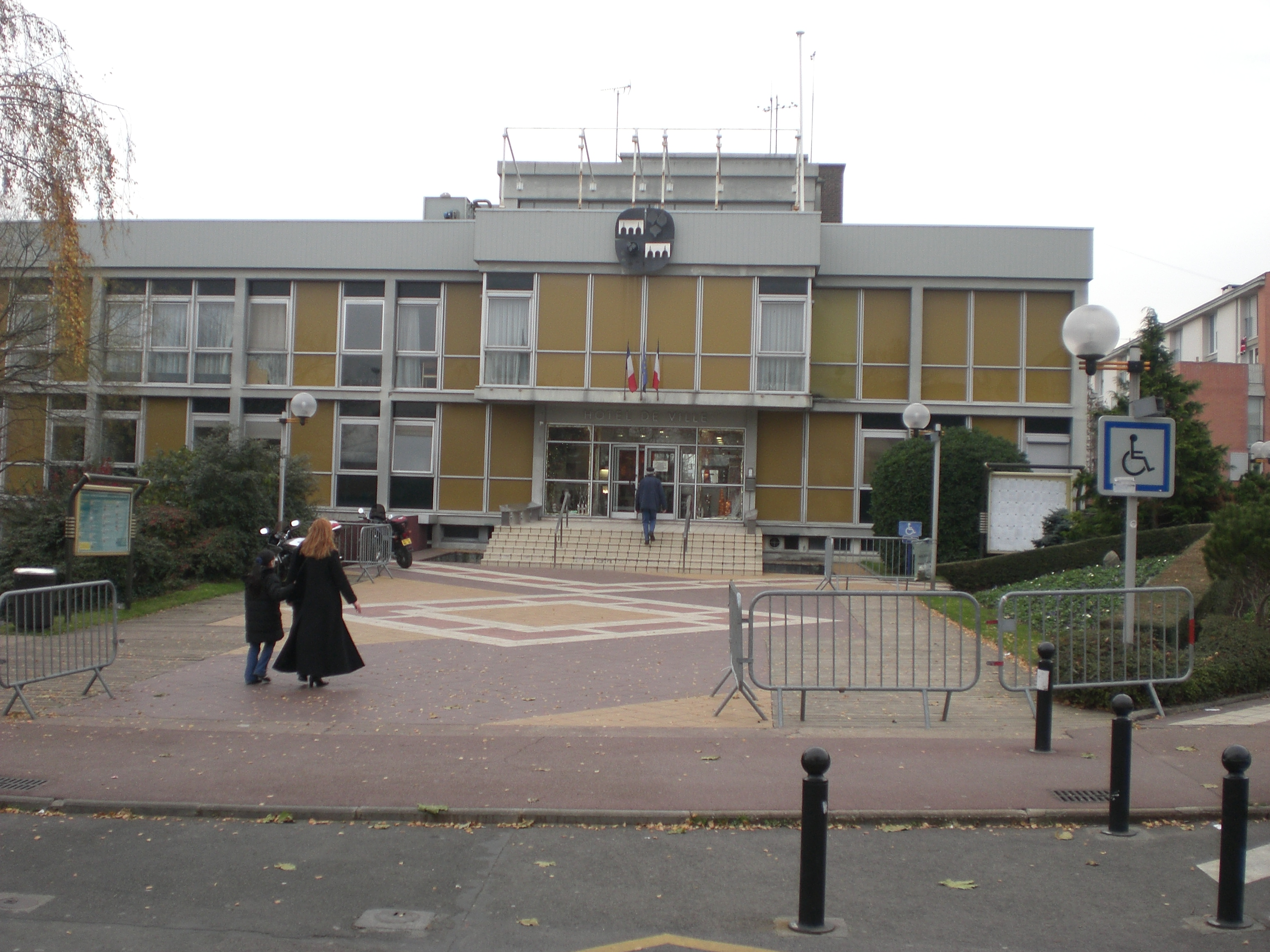
L'hôtel de ville actuel.

## Liste des maires

### Entre 1787 et 1923
Par un décret du 27 avril 1894, signé par le président de la République Sadi Carnot, la commune d'Arcueil change de dénomination pour s'appeler Arcueil-Cachan. À l'époque, Cachan n'est qu'un lieu-dit d'Arcueil.
Fin 1922, Cachan est érigée en commune.
| Période          | Période          | Identité                                   | Étiquette                  | Qualité |
| ---------------- | ---------------- | ------------------------------------------ | -------------------------- | --- |
| 1787             |                  | Jean-André Romanet                         |                            | Cultivateur, syndic |
| vers 1791        |                  | Blaise Condamina                           |                            | Laboureur |
| 22 juin 1795     |                  | Pierre Michau                              |                            | Carrier |
| 6 novembre 1795  |                  | Jean-François Delaitre                     |                            | Agent municipal |
| 4 février 1801   | 8 mai 1808       | Guillaume Dieu (1767-1819)                 |                            | Toiseur de bâtiments |
| 8 mai 1808       | 14 mars 1816     | André Nicolas Vattier (1774-1856)          |                            | Maître de poste |
| 14 mars 1816     | 10 février 1820  | Joseph Claude Heyrault                     |                            | Notaire Démissionnaire |
| 10 février 1820  | 4 juin 1822      | Claude-Louis Berthollet                    |                            | Chimiste, pair de France Démissionnaire |
| 4 juin 1822      | 21 juin 1825     | René Théophile Desoye (1769-1839)          |                            | Ancien chef de bureau au ministère de la Guerre |
| 21 juin 1825     | 14 novembre 1830 | Jacques François Marie Gilbert (1768-1832) |                            | Médecin |
| 14 novembre 1830 | 10 novembre 1840 | Joseph Cousté né Cousteix (1767-1853)      |                            | Carrier |
| 10 novembre 1840 | 1843             | Étienne Hippolyte Houry (1807-1852)        |                            | Charron et marchand de bois |
| 5 janvier 1844   | 26 octobre 1861  | Armand Nicolas François Colmet (1786-1864) |                            | Avoué, propriétaire du parc Raspail à Cachan |
| 26 octobre 1861  | 3 septembre 1870 | Ami Hippolyte Dieu (1809-1890)             |                            | Artiste dramatique |
| 3 septembre 1870 | 18 avril 1874    | Eugène Lavenant (1826-1874)                |                            | Carrier Décédé en fonction |
| avril 1874       | mars 1875        | Pierre Denis Gogne (1832-1908)             |                            | Cultivateur Premier adjoint faisant fonction de maire, démissionnaire |
| 16 mars 1875     | 1er juin 1875    | Benjamin Raspail                           | Extrême gauche             | Peintre et graveur, propriétaire à Cachan Député de la Seine (1876 → 1889) Conseiller général de la Seine (1874 → 1884) Assure la fonction de maire en tant que « premier conseiller inscrit au tableau » |
| 1er juin 1875    | 21 janvier 1878  | Jules Apollinaire Caron (1836-1915)        | Conservateur Réactionnaire | Manufacturier |
| 21 janvier 1878  | 9 juin 1887      | Émile Raspail (1831-1887)                  | Républicain                | Ingénieur des Arts et Manufactures, chimiste Conseiller général de la Seine (1884 → 1887) Décédé en fonction                                                                                              |
| 28 juillet 1887  | mai 1888         | Alfred Louis Duvillard (1843-1924)         | Républicain                | Maraîcher |
| 19 mai 1888      | 15 mai 1892      | Jules Apollinaire Caron (1836-1915)        | Conservateur Réactionnaire | Manufacturier |
| 15 mai 1892      | 19 mars 1900     | Alfred Louis Duvillard (1843-1924)         | Républicain                | Maraîcher |
| 19 mars 1900     | 20 juin 1907     | Louis Grégoire Veyssière (1852-1927)       | Soc.ind.                   | Maître boulanger |
| 20 juin 1907     | 16 mai 1908      | Alfred Louis Duvillard (1843-1924)         | Républicain                | Maraîcher |
| 16 mai 1908      | 18 mai 1912      | Louis Grégoire Veyssière (1852-1927)       | Soc.ind.                   | Maître boulanger |
| 18 mai 1912      | 10 décembre 1919 | Jean-François Trubert (1844-1925)          | Rad.soc.                   | Comptable |
| 10 décembre 1919 | 18 octobre 1920  | Louis Grégoire Veyssière (1852-1927)       | PRS                        | Maître boulanger |
| 18 octobre 1920  | 5 janvier 1923   | André Victor Roure, (1868-1930)            | SFIO puis SFIC             | Ouvrier coiffeur |

### Entre 1923 et 1944
À la suite de la division d'Arcueil et Cachan en deux communes – entérinée le 26 décembre 1922 –, une élection municipale partielle est organisée les 18 et 25 février 1923. Elle voit quatre listes s'affronter : une liste SFIO conduite par Eugène Givort, une liste communiste avec André Victor Roure à sa tête, une liste radicale et une liste du Parti républicain-socialiste. Les divisions entre socialistes et communistes profitent aux radicaux qui obtiennent au second tour 18 sièges contre 4 pour la SFIO et un pour la SFIC.
| Période          | Période          | Identité                              | Étiquette | Qualité |
| ---------------- | ---------------- | ------------------------------------- | --------- | --- |
| 5 janvier 1923   | 3 mars 1923      | Eugène Givort, (1858-1926)            | SFIO      | Ouvrier cordonnier, confectionneur en chaussures Ancien adjoint au maire d'Arcueil-Cachan (1912 → 1920) Conseiller général de la Seine (1919 → 1925) Président de la délégation spéciale, faisant fonction de maire |
| 3 mars 1923      | 20 mai 1932      | Pierre Alexandre Templier (1867-1932) | Rad.soc.  | Architecte Décédé en fonction |
| juin 1932        | 12 mai 1935      | Émile Legrand                         |           | |
| 12 mai 1935      | 4 octobre 1939   | Marius Sidobre (1882-1964)            | SFIC      | Ouvrier mécanicien Suspension du conseil municipal par le gouvernement Daladier le 5 octobre 1939, déchu de son mandat le 9 février 1940                                                                            |
| 4 octobre 1939   | 17 avril 1944    | Louis Mafrand                         |           | Entrepreneur de travaux publics Nommé président de la délégation spéciale par le gouvernement Daladier le 5 octobre 1939, puis nommé maire par le régime de Vichy le 8 mai 1941. Révoqué en avril 1944.             |
| 17 avril 1944    | 19 août 1944     | Georges Colin                         |           | Premier adjoint faisant fonction de maire |
| 19 août 1944     | 25 août 1944     | Marcel Moine                          |           | Adjoint faisant fonction de maire |
| 25 août 1944     | 2 septembre 1944 | Émilien Prunier                       |           | |
| 2 septembre 1944 | 27 octobre 1944  | René Marolle (1893-1976)              | PCF       | Menuisier |

### Depuis 1944
Depuis la Libération, quatre maires se sont succédé à la tête de la commune.
| Période          | Période                       | Identité                   | Étiquette        | Qualité |
| ---------------- | ----------------------------- | -------------------------- | ---------------- | --- |
| 27 octobre 1944  | 27 avril 1964                 | Marius Sidobre (1882-1964) | PCF              | Ouvrier mécanicien Décédé en fonction |
| 18 juin 1964     | 22 avril 1997,                | Marcel Trigon              | PCF puis CAP     | Employé de banque, maire honoraire Conseiller général d'Arcueil (1985 → 2004) Démissionnaire |
| 3 mai 1997,      | 10 décembre 2016              | Daniel Breuiller           | CAP-GC puis EELV | Fonctionnaire Sénateur du Val-de-Marne (2022 → ) Conseiller général d'Arcueil (2004 → 2015) Conseiller départemental de Cachan (2015 → 2015) Vice-président du conseil général Vice-président de la CA du Val de Bièvre (2000 → 2016) Vice-président de la Métropole du Grand Paris (2016 → 2020) Démissionnaire |
| 10 décembre 2016 | En cours (au 18 octobre 2022) | Christian Métairie         | EELV → LÉ        | Professeur d'informatique à l'Université Paris-Sud Conseiller départemental de Cachan (2016 → 2021) Vice-président du conseil départemental (2016 → 2021) Réélu pour le mandat 2020-2026 |

## Pour approfondir